# Szabolčko-szatmársko-bereška županija
Szabolčko-szatmársko-bereška županija (mađarski: Szabolcs-Szatmár-Bereg megye) jedna je od 19 mađarskih  županija. Pripada regiji Sjevernoj Nizini (Sjevernom Alföldu). Administrativno središte je Nyíregyháza. Površina županije je 5936 km², a broj stanovnika 582 256. 

## Zemljopisne osobine
Nalazi se u krajnjoj sjeveroistočnoj Mađarskoj, u regiji Sjeverni Alföld (Észak-Alföld)
Susjedne županije su Boršod-abaújsko-zemplénska na zapadu i Hajdu-biharska na jugoistoku. Na sjeveru graniči s Ukrajinom a na sjeveru i istoku s Rumunjskom.
Gustoća naseljenosti je 98 stanovnika po četvornom kilometru. 
U Szabolčko-szatmársko-bereškoj se županiji nalazi 228 naselja.

## Upravna organizacija
Hrvatska imena naselja prema ili

## Stanovništvo
U županiji živi 582 256 stanovnika (prema popisu 2001.).
- Mađari = 560 976
- Romi, Bajaši = 26 628
- Nijemci = 1 049
- Ukrajinci 726
- Slovaci = 336
- Rumunji = 237
- ostali, među kojima Hrvata 16

## Vanjske poveznice
- (engleski) Mađarski statistički ured - nacionalni sastav Szabolčko-szatmársko-bereške županije 2001.